# Bravados
Bravados (originaltitel: The Bravados) är en amerikansk western från 1958 med Gregory Peck och Joan Collins i huvudrollerna. Filmen regisserades av Henry King. Filmen bygger på en bok av Frank O'Rourke.

## Handling
Jim Douglas (Gregory Peck) rider in till en stad för att se fyra män hängas, han har länge jagat dem för att de dödande hans fru. När männen flyr från fängelset tar Douglas upp jakten tillsammans med stadens invånare.

## Rollista (i urval)
- Gregory Peck
- Joan Collins
- Stephen Boyd
- Albert Salmi
- Henry Silva
- Kathleen Gallant
- Lee Van Cleef